# Armando (album)
Pour les articles homonymes, voir Armando (homonymie).
Albums de Pitbull
Rebelution
(2009) Planet Pit
(2011)
Singles
1. Watagatapitusberry
Sortie : 9 mars 2010
2. Maldito Alcohol
Sortie : 11 mai 2010
3. Bon, Bon
Sortie : 25 octobre 2010
4. Tu Cuerpo
Sortie : 15 février 2011

Armando est le cinquième album studio de Pitbull, sorti le 2 novembre 2010.
L'album, qui est en espagnol, s'est fait connaître grâce aux tubes Maldito Alcohol, Watagatapitusberry, Esta Noche et Tu Cuerpo.
Armando a été certifié disque d'or par la Recording Industry Association of America (RIAA) le 13 avril 2011.

## Liste des titres
| No  | Titre | Contient un (des) sample(s) de                                                                                    | Durée |
| --- | --- | --- | ----- |
| 1.  | Armando (Intro) (Interprété par The Agents featuring Papayo – Produit par The Agents)                    | | 0:43  |
| 2.  | Maldito Alcohol (Produit par Afrojack)                                                                   | | 3:21  |
| 3.  | Esta Noche (DJ Antoine vs. Mad Mark & Clubzound Mix) (Produit par DJ Antoine)                            | | 3:02  |
| 4.  | Mujeres                                                                                                  | | 3:06  |
| 5.  | Bon, Bon (Produit par Pitbull et DJ Buddha)                                                              | We No Speak Americano (Alvaro Rework Remix) de Yolanda Be Cool et DCUP I Know You Want Me (Calle Ocho) de Pitbull | 3:35  |
| 6.  | Guantanamera                                                                                             | Alors on danse de Stromae Guajira Guantanamera de Joseíto Fernández                                               | 3:25  |
| 7.  | Tu Cuerpo (featuring Jencarlos – Produit par David « DM » Miranda et Jencarlos)                          | | 4:04  |
| 8.  | Vida 23 (featuring Nayer – Produit par DJ Snake et Clinton Sparks)                                       | | 3:20  |
| 9.  | Amorosa (featuring MC Marcinho et Papayo – Produit par DJ Buddha et DJ Laz)                              | | 3:32  |
| 10. | Watagatapitusberry (featuring Sensato Del Patio, Black Point, Lil Jon et El Cata – Produit par DJ Class) | | 3:41  |
| 11. | Orgullo (Produit par Rocco Valdes)                                                                       | | 3:17  |
| 12. | Preguntale (Produit par Drop Dead Beat et Phenom)                                                        | | 3:05  |

## Classement par pays
| Classement (2010)                   | Meilleure position |
| ----------------------------------- | ------------------ |
| États-Unis Billboard 200            | 65                 |
| États-Unis Billboard Latin Albums   | 2                  |
| États-Unis Billboard Rap Albums     | 6                  |
| États-Unis Billboard Digital Albums | 24                 |